# La nit eterna (pel·lícula de 2024)
La nit eterna (títol original en francès, La nuit se traîne) és una pel·lícula de thriller d'acció del 2024 dirigit per Michiel Blanchart en el seu llargmetratge de debut a la direcció, a partir d'un guió que va escriure amb Gilles Marchand. Ambientat al llarg d'una nit enmig d'una protesta de Black Lives Matter a Bèlgica, un jove serraller és cridat a una feina nocturna que el submergeix en perill. És protagonitzada per Jonathan Feltre, Natacha Krief, Jonas Bloquet, Thomas Mustin i Romain Duris. La pel·lícula és una coproducció internacional entre Bèlgica i França. S'ha subtitulat al català.
La nit eterna es va estrenar com a pel·lícula d'obertura en Competició Internacional al Biarritz Film Festival - Nouvelles Vagues el 18 de juny de 2024, on va guanyar el Premi del Públic. Va ser estrenada en cinemes a França per Gaumont el 28 d'agost de 2024, i a Bèlgica per Lumière el 4 de setembre de 2024. Va rebre onze nominacions als 14ns Premis Magritte, guanyant-ne deu, inclòs el Millor Pel·lícula Primera, Millor Pel·lícula Primera, i Millor Director per Blanchart, que ostenta el rècord de més premis Magritte guanyats per una sola pel·lícula.

## Repartiment
- Jonathan Feltre com a Mady
- Natacha Krief com a Claire
- Jonas Bloquet com a Theo
- Romain Duris com a Yannick
- Thomas Mustin com a Remy
- Sam Louwyck com a Greg
- Nabill Mallat com a Will
- Claire Bodson com a Gina
- Graham Guit com Abel
- Marco Maas com a Sam

## Producció
La nit eterna marca el debut com a director del cineasta belga Michiel Blanchart, que va escriure el guió en col·laboració amb el cineasta francès Gilles Marchand.
Una coproducció entre Bèlgica i França, la pel·lícula va ser produïda per Michaël Goldberg per a Boucan Productions i Boris Van Gils per a Formosa, amb la coproducció de Margaux Marciano i Nicolas Duval Adassovsky per a Quad. Altres coproductors inclouen Gaumont, France 3 Cinéma, RTL, VOO, BeTV i Proximus. La producció també va comptar amb el suport de Canal+ i el Centre du Cinéma et de l'Audiovisuel de la Fédération Wallonie-Bruxelles, i Eurimages.

### Rodatge
La Fotografia principal va tenir lloc a Brussel·les i Molenbeek-Saint-Jean, Bèlgica, durant 35 dies entre març i abril de 2023.

## Llançament
La nit eterna va ser la pel·lícula d'obertura del Biarritz Film Festival - Nouvelles Vagues a Biarritz, França el 18 de juny de 2024, on es va estrenar a la secció de Competició Internacional.
La pel·lícula es va estrenar en cinemes a França per Gaumont el 28 d'agost de 2024, i va ser estrenada a Bèlgica per Lumière el 4 de setembre de 2024.
El maig de 2024, Magnet Releasing va adquirir els drets de distribució nord-americans de la pel·lícula.

## Recepció

### Taquilla
A Bèlgica, La nit eterna va superar les 30.000 entrades, convertint-se en una de les pel·lícules belgues més vistes del 2024. Romain Pirard de la revista Moustique la va considerar una actuació notable en comparació amb l'anterior temporada cinematogràfica al país, citant les tres millors pel·lícules belgues del 2023: Augure (14.270 entrades), Dalva (11.678 entrades) i 'La Fiancée du poète (10.678 entrades) totes les quals van registrar xifres més baixes.Pirard també va assenyalar que la forta acollida de La nit eterna demostra el potencial de les produccions nacionals de Bèlgica per atraure una gran audiència.

### Resposta crítica
La nit eterna va rebre ressenyes positives de la crítica. El lloc web de l'agregador de ressenyes AlloCiné va assignar a la pel·lícula una puntuació mitjana ponderada de 3,4 sobre 5, basada en 24 crítiques. A Rotten Tomatoes, la pel·lícula té un índex d'aprovació del 79% basat en 29 ressenyes, amb una puntuació mitjana de 7,4/10.
Ben Gibbons de Screen Rant li va donar quatre estrelles de cinc, elogiant la pel·lícula per imbuir una premissa típica de thriller d'acció amb creativitat i significat més profund. Va comentar: "No és una pel·lícula sobre espies i lluitadors altament qualificats; és una història sobre un món fosc i de tant en tant aterridor." Murtada Elfadl de Variety va afirmar que la pel·lícula no sols ofereix una entretinguda aventura d'acció, sinó que presenta un director que aporta un toc modern al gènere, tractant temes d'actualitat i distingint-se de la típica acció.

## Reconeixements
| Premi                                     | Data de cerimònia      | Categoria                   | Receptor(s) | Resultat  | Ref.   |
| ----------------------------------------- | ---------------------- | --------------------------- | --- | --------- | ------ |
| Associació Belga de Crítics de Cinema     | 13 de desembre de 2024 | Millor pel·lícula           | | Guanyador | [ 18 ] |
| Biarritz Film Festival - Nouvelles Vagues | 22 de juny de 2024     | Grand Prix                  | | Nominat   | [ 10 ] |
| Biarritz Film Festival - Nouvelles Vagues | 22 de juny de 2024     | Premi del Públic            | | Guanyador | [ 10 ] |
| Premis Magritte                           | 22 de febrer de 2025   | Millor pel·lícula           | | Guanyador | [ 5 ]  |
| Premis Magritte                           | 22 de febrer de 2025   | Millor Director             | Michiel Blanchart                                                                                                | Guanyador | [ 5 ]  |
| Premis Magritte                           | 22 de febrer de 2025   | Millor guió                 | Michiel Blanchart                                                                                                | Guanyador | [ 5 ]  |
| Premis Magritte                           | 22 de febrer de 2025   | Millor actor secundari]]    | Jonas Bloquet | Guanyador | [ 5 ]  |
| Premis Magritte                           | 22 de febrer de 2025   | Millor actor secundari]]    | Thomas Mustin | Nominat   | [ 5 ]  |
| Premis Magritte                           | 22 de febrer de 2025   | Millor primera pel·lícula   | | Guanyador | [ 5 ]  |
| Premis Magritte                           | 22 de febrer de 2025   | Millor fotografia           | Sylvestre Vannoorenberghe                                                                                        | Guanyador | [ 5 ]  |
| Premis Magritte                           | 22 de febrer de 2025   | Millor so                   | David Vranken, David Gillain, Joey Van Impe, Thibaud Rie, Fabrice Grizard, Antoine Wattier, and Vincent Gregorio | Guanyador | [ 5 ]  |
| Premis Magritte                           | 22 de febrer de 2025   | Millor disseny de producció | Catherine Cosme                                                                                                  | Guanyador | [ 5 ]  |
| Premis Magritte                           | 22 de febrer de 2025   | Millor vestuari             | Isabel Van Renterghem                                                                                            | Guanyador | [ 5 ]  |
| Premis Magritte                           | 22 de febrer de 2025   | Millor edició               | Matthieu Jamet-Louis                                                                                             | Guanyador | [ 5 ]  |